# Spoorlijn Giubiasco - Luino
De spoorlijn Giubiasco - Luino werd gebouwd en geëxploiteerd door de private spoorwegmaatschappij Gotthardbahn (afgekort GB). In 1882 werd de lijn geopend.

## Exploitatie
De spoorlijn werd in het begin geëxploiteerd door de Gotthardbahn (GB), (Gotthardspoorwegmaatschappij). In 1909 werd de GB genationaliseerd, waardoor de spoorlijn sindsdien door de SBB wordt geëxploiteerd.
Sinds 4 december 2004 rijdt de TILO als S3 tussen Bellinzona en Luino. De treinen zullen in 2010 vanaf Castione-Arbedo naar Luino gaan rijden.

## Elektrische tractie
Het traject tot Luino werd geëlektrificeerd met een spanning van 15.000 volt 16⅔ Hz wisselstroom.
Het traject van Luino naar Sasto-Calende/Gallarate werd geëlektrificeerd met een spanning van 3.000 volt gelijkstroom.
In het station van Luino bevindt zich een sluis waar beide soorten spanning gescheiden blijven. Op dit deel is geen bovenleiding aanwezig. De elektrische locomotieven worden hier met een diesellocomotief gerangeerd.

## Museum
In Luino bevindt zich een depot van de Museo Ferroviario del Verbano. Bij dit depot met draaischijf bevinden zich enige tractievoertuigen.